# Czechowszczyzna (rejon grodzieński)
Czechowszczyzna (biał. Чэхаўшчына; ros. Чеховщина) – wieś na Białorusi, w obwodzie grodzieńskim, w rejonie grodzieńskim, w sielsowiecie Kopciówka.
Dawniej chutor i majątek ziemski. W dwudziestoleciu międzywojennym wieś leżała w Polsce, w województwie białostockim, w powiecie grodzieńskim.
Według Powszechnego Spisu Ludności z 1921 roku wieś zamieszkiwało 123 osoby, 119 było wyznania rzymskokatolickiego, 4 prawosławnego. Jednocześnie 119 mieszkańców zadeklarował polską przynależność narodową, a 4 białoruską. Było tu 22 budynki mieszkalne. Po drugiej stronie rzeki Łosośny istniała osada młyńska w której mieszkało dwie osoby wyznania mojżeszowego, deklarowali one polską narodowość.